# Marco Fulvio Gilón
Marco Fulvio Gilón (en latín, Marcus Fulvius Gillo) fue un senador romano que desarrolló su cursus honorum en la segunda mitad del siglo I, bajo Claudio, Nerón y la Dinastía Flavia.

## Carrera
Era natural de Forum Novum (Vescovio, Italia), lugar en el que erigió la siguiente inscripción dedicada a sus Penates familiares, señalando su condición de consul:

Deis Penatibus familiaribus

M(arcus) Fulvius M(arci) f(ilius) Gillo co(n)s(ul) fecit

Su primer cargo conocido fue el consul suffectus entre octubre y diciembre de 76, bajo Vespasiano. Culminó su carrera bajo Domiciano como procónsul de la provincia Asia entre 89 y 90.
Su hijo adoptivo fue Quinto Fulvio Gilón Bitio Próculo, consul suffectus en 99, bajo Trajano.